# Carl Nordblad
Carl Nordblad, född 15 september 1778 i Gävle, död där 27 juli 1855, var en svensk läkare. Han var son till provinsialläkaren och assessorn Erik Nordblad.
Efter elementarstudier i Gävle blev Nordblad student vid Uppsala universitet 1793, vid Lunds universitet 1799, medicine kandidat och medicine licentiat samma år samt medicine doktor där 1800. Han förordnades samma år till provinsialläkare i Torneå distrikt, blev 1801 provinsialläkare i Söderhamns distrikt och befordrades 1830 till stadsläkare i Gävle. År 1827 tilldelades han professors namn, heder och värdighet och blev 1840 ledamot av Kungliga Vetenskapsakademien.
Nordblad hade intill sena ålderdomen ett fortlevande vetenskapligt intresse. Utöver två medicinska handböcker: Sundhetslärobok för menige man 1827, samt Skeppsläkaren, eller anvisning att förekomma och behandla alla de ut- och invärtes sjukdomar, som allmännast inträffa under sjöresor 1842 (norsk översättning 1843), meddelade Nordblad i Vetenskapsakademiens och Svenska Läkaresällskapets handlingar åtskilliga fysiologiska och kirurgiska iakttagelser.